# Brian Carney
Brian B. Carney (Cork, 23 luglio 1976) è un ex rugbista a 13 e a 15 irlandese che ha rappresentato, a livello internazionale, l'Irlanda in entrambe le discipline, nonché la Gran Bretagna nel XIII. Ha fatto parte delle selezioni irlandesi a entrambi i codici delle Coppe del Mondo di rugby, nel XIII nel 2000 e nel XV nel 2007.

## Biografia
Carney fu inizialmente dedito a diversi sport: rugby a 13, rugby a 15 e calcio gaelico, praticato quest'ultimo a livello giovanile nel Valleymount GAA.

### Attività nel rugby a 13
Nel 1998 si trasferì in Inghilterra e iniziò la carriera professionistica nel rugby a 13 con i Gateshead Thunder di Newcastle upon Tyne, e l'anno successivo all'Hull FC; durante la stagione in tale ultima squadra fu selezionato nell'Irlanda a XIII per la Coppa del Mondo di rugby a 13 2000 nel Regno Unito.
Tra il 2001 e il 2005 fu ai Wigan Warriors con cui vinse la Challenge Cup 2002; nel 2003 rappresentò la Gran Bretagna nelle qualificazioni alla Coppa del Mondo 2008.
Quando la federazione di league inglese decise di non fornire più giocatori alla Gran Bretagna, Carney, che pure per residenza avrebbe avuto titolo a farlo, si rifiutò di giocare per l'Inghilterra.
Nel 2006 fu in Australia ai Newcastle Knight; finita la stagione firmò un contratto con i Gold Coast Titans, ma chiese di esserne liberato subito, prima ancora che il campionato iniziasse, per poter tornare in Inghilterra e prendere una specializzazione universitaria.

### Attività nel rugby a 15
Appena due mesi dopo la sua decisione di abbandonare il rugby a 13, giunse la notizia che la franchise irlandese di rugby a 15 del Munster aveva ingaggiato Carney pagando la penale di rescissione ai Gold Coast Titans.
Tre mesi più tardi debuttò anche per l'Irlanda a XV a Santa Fe, in Argentina, in un test match contro i Pumas.
A settembre di quello stesso anno prese parte anche alla Coppa del Mondo di rugby 2007 in Francia anche se non scese mai in campo durante la competizione.
Nella stagione 2007-08 si aggiudicò la Heineken Cup con Muster e, al termine della Celtic League 2008-09, finito il suo contratto con Munster, fece un breve ritorno al rugby a 13 nelle file dei Warrington Wolves; a ottobre di quello stesso anno si ritirò definitivamente dopo un infortunio al braccio per entrare nello staff dirigenziale dello stesso club.
Vanta anche un invito nei Barbarians, nel 2009 a Llanelli contro gli Scarlets in occasione dell'inaugurazione del nuovo stadio della squadra gallese.
Nel post-attività agonistica Carney è anche opinionista e commentatore televisivo per Sky Sports degli incontri di calcio gaelico.

## Palmarès

### Rugby a 13
- Challenge Cup: 1
Wigan Warriors: 2002

### Rugby a 15
- Heineken Cup: 1
Munster: 2007-08